# Leichtathletik-Weltmeisterschaften 2009/Teilnehmer (Österreich)
| Gelbes Symbol für Goldmedaillen mit stilisierten Olympischen Ringen | Graues Symbol für Silbermedaillen mit stilisierten Olympischen Ringen | Braundes Symbol für Bronzemedaillen mit stilisierten Olympischen Ringen |
| ------------------------------------------------------------------- | --------------------------------------------------------------------- | ----------------------------------------------------------------------- |
| —                                                                   | —                                                                     | —                                                                       |

Der Österreichische Leichtathletik-Verband stellte vier Teilnehmer bei den Leichtathletik-Weltmeisterschaften 2009 in Berlin.

## Ergebnisse

### Männer

#### Laufdisziplinen
| Athlet       | Disziplin | Vorlauf | Vorlauf | Viertelfinale      | Viertelfinale      | Halbfinale         | Halbfinale         | Finale             | Finale             |
| Athlet       | Disziplin | Zeit    | Platz   | Zeit               | Platz              | Zeit               | Platz              | Zeit               | Platz              |
| ------------ | --------- | ------- | ------- | ------------------ | ------------------ | ------------------ | ------------------ | ------------------ | ------------------ |
| Ryan Moseley | 100 m     | 10,58 s | 58      | nicht qualifiziert | nicht qualifiziert | nicht qualifiziert | nicht qualifiziert | nicht qualifiziert | nicht qualifiziert |

#### Sprung/Wurf
| Athlet        | Disziplin  | Qualifikation | Qualifikation | Finale     | Finale |
| Athlet        | Disziplin  | Weite/Höhe    | Platz         | Weite/Höhe | Platz  |
| ------------- | ---------- | ------------- | ------------- | ---------- | ------ |
| Gerhard Mayer | Diskuswurf | 62,53 m       | 11            | 63,17 m    | 8      |

#### Zehnkampf
| Athlet          | Disziplin | 100 m   | Weit- sprung | Kugel- stoßen | Hoch- sprung | 400 m | 110 m Hürden | Diskus- wurf | Stabhoch- sprung | Speer- wurf | 1500 m | Punkte | Platz |
| --------------- | --------- | ------- | ------------ | ------------- | ------------ | ----- | ------------ | ------------ | ---------------- | ----------- | ------ | ------ | ----- |
| Roland Schwarzl | Ergebnis  | 11,69 s | NMW          | DNS           | -            | -     | -            | -            | -                | -           | -      | -      | DNF   |
| Roland Schwarzl | Punkte    | 713     | 0            | 0             | -            | -     | -            | -            | -                | -           | -      | -      | DNF   |

### Frauen

#### Sprung/Wurf
| Athletin        | Disziplin | Qualifikation | Qualifikation | Finale             | Finale             |
| Athletin        | Disziplin | Weite/Höhe    | Platz         | Weite/Höhe         | Platz              |
| --------------- | --------- | ------------- | ------------- | ------------------ | ------------------ |
| Elisabeth Pauer | Speerwurf | 50,88 m       | 30            | nicht qualifiziert | nicht qualifiziert |